# Ernst Nigmann
Ernst Julius Theodor Nigmann (* 23. Oktober 1867 in Berlin; † 11. Dezember 1923) war ein deutscher Offizier, Oberregierungsrat und Schriftsteller.

## Leben
Nigmann war der Sohn eines Postdirektors. Nachdem er 1886 das Abitur abgelegt hatte, trat er schon im selben Jahre in die preußische Armee ein. Er wurde so noch im selben Jahre in das Garde-Pionier-Bataillon in Berlin eingradiert. Er wurde 1888 zum Sekondeleutnant befördert. Seit 1890 besuchte er außerdem zur gleichen Zeit die Vereinigte Artillerie- und Ingenieurschule, die er 1891 erfolgreich mit der Ingenieursprüfung beendete. 1895 wurde sein Wohnort in der Köpenickerstraße 10a angegeben. Bis 1896 erfolgte seine Beförderung zum Premierleutnant im gleichen Bataillon. Einige Zeit später nahm Nigmann seinen Abschied von der preußischen Armee, um 1902 der kaiserlichen Schutztruppe in Deutsch-Ostafrika als Hauptmann und Kompaniechef beizutreten. 1903 wirkte er als Chef des Militärbezirks Kilinatinde. Er befehligte im September 1905 im Range eines Hauptmanns eine Kompanie in Iringa. Er beteiligte sich so an der Niederschlagung des Maji-Maji-Aufstands im Süden der Kolonie. Nach der Schlacht bei Mahenge ersetzte er am 20. September als Chef der 2. Kompanie der Schutztruppe die Besatzung der Station Magenge unter Theodor von Hassel. Nach zahlreichen Einsätzen kehrte er im November 1905 als Leiter der dortigen Station wieder nach Iringa zurück. In dieser Dienststellung war er ab Dezember 1908 mit Vorfällen im Zusammenhang mit der sog. Zauberbande von Iringa befasst, bei denen mehreren Indigenen Mord, Beihilfe und Kannibalismus vorgeworfen wurden. Nigmann fungierte bei diesen Vorfällen auch als Richter in den anhängigen Gerichtsverfahren und sprach 16 Todesurteile aus, die, von Gouverneur Rechenberg bestätigt, in der Folge vollstreckt wurden.
Während mehrerer Heimaturlaube studierte er an der Universität Berlin bei dem Volkswirt Karl Helfferich, dem Ethnologen Felix Luschan und dem Rechtswissenschaftler Conrad Bornhak.
Er wurde bei einer Diskussion im Reichstag als „tapfer und landeskundig“ beschrieben. Im März des Jahres 1906 kommandierte er eine Kolonne im Raum Mahenge. Nach einem Bericht des Oberstabsarztes Dr. Zupitza „säuberte“ Hauptmann Nigmann die Gegend um Kinatu von Feinden. Bis mindestens 1910 wirkte er noch als Stationschef von Iringa und baute die Station erheblich aus. 1911 verließ er als Major die kaiserliche Schutztruppe, um erneut der preußischen Armee beizutreten. Im selben Jahre, 1911, diente er als Major (Patent vom 16. Juni 1911) beim Stabe des 2. Nassauischen Pionier-Bataillons Nr. 25. Anfang 1912 diente er noch als Kommandeur des Pionier-Bataillons Fürst Radziwill (Ostpreußisches) Nr. 1 in Königsberg, wurde aber am 18. Oktober 1912 zum Kommandeur seines alten Regiments, des Garde-Pionier-Bataillons, ernannt. In dieser Position erreichte er den Rang eines Oberstleutnants und gab am 13. November 1915 die Führung des Regiments an Hugo von Sommerfeld und Falkenhayn ab. Während des Krieges kommandierte Nigmann noch das 4. Niederschlesische Infanterie-Regiment Nr. 51 und die 21. Infanterie-Brigade. Nach Kriegsende führte er den Titel eines Oberst a. D. und veröffentlichte zahlreiche kolonialpropagandistische Werke. Im November 1919 schloss er schließlich sein Studium erfolgreich ab und promovierte zum Dr. jur.

## Werke
- Versuch eines Wörterbuchs für Kissandaui
- Die Wahehe; ihre Geschichte, Kult-, Rechts-, Kriegs- und Jagd-Gebräuche. E.S. Mittler & Sohn, 1908
- Felddienstübungen für farbige ostafrikanische Truppen. Deutsch-Ostafrikanische Zeitung, 1910
- Geschichte der Kaiserlichen Schutztruppe für Deutsch-Ostafrika. E.S. Mittler & Sohn, 1911
- Schwarze Schwänke: fröhliche Geschichtchen aus unserem schönen alten Deutsch-Ostafrika. Safari, 1922
- Der Krieg um die Kolonieen. de Gruyter, 1922
- Rente, Versorgung, Fürsorge ein Ratgeber in Frage u. Antwort f. alle Kriegsbeschädigten, Kriegshinterbliebenen u. Pensionäre d. militär. Oberklassen. E. F. Steinacker, 1922